# Josef Weber (Politiker, 1886)
Josef Weber (* 25. November 1886 in Riemsloh im Landkreis Melle; † 18. Juni 1972 in Hiltrup) war ein deutscher Pädagoge und Politiker (Zentrum, CDU).

## Leben und Beruf
Nach dem Besuch der Volksschule und dem Abitur am humanistischen Gymnasium in Münster studierte Weber Philosophie, Psychologie, Pädagogik und Philologie in Innsbruck und Münster. Während seines Studiums wurde er Mitglied der katholischen Studentenverbindungen AV Alsatia Münster und AV Austria Innsbruck im CV. Er beendete das Studium mit dem Staatsexamen für das höhere Lehramt, promovierte zum Dr. phil. und war zunächst von 1909 bis 1911 als Studienreferendar bzw. als Studienassessor an den Gymnasien in Münster und Recklinghausen tätig. Anschließend als Studienrat in den höheren Schuldienst ein. Weber arbeitete von 1912 bis 1921 als Gymnasiallehrer in Wattenscheid und war von 1921 bis 1945 Direktor des Landesjugendamts sowie Leiter des Instituts für praktische Psychologie. Gleichzeitig war er Landesoberverwaltungsrat bei der Provinzialverwaltung Westfalen sowie Dezernent bei der Fürsorgeerziehungsbehörde, später des Landesfürsorgeverbands Westfalen.
Nach dem Zweiten Weltkrieg war Weber von 1945 bis 1946 Generalreferent für Wohlfahrt und Öffentliche Gesundheit beim Oberpräsidenten von Westfalen, Rudolf Amelunxen. Im September 1946 wurde er als Ministerialdirektor ins nordrhein-westfälische Sozialministerium berufen.

## Partei
Weber trat nach dem Kriegsende der Zentrumspartei bei. Nach einer Koalitionskrise der SPD/FDP/Zentrum-Landesregierung trat er am 24. März 1958 gemeinsam mit mehreren Zentrums-Abgeordneten zur CDU über.

## Abgeordneter
Weber gehörte von 1954 bis 1958 für die Zentrumspartei dem nordrhein-westfälischen Landtag an.

## Öffentliche Ämter
Weber wurde am 15. September 1950 als Sozialminister in die von Ministerpräsident Karl Arnold geführte Landesregierung von Nordrhein-Westfalen berufen. Nach der Zusammenlegung der Ministerien für Arbeit, Soziales und Wiederaufbau am 1. Oktober 1953 wechselte er das Ressort und wurde zum Minister für die Angelegenheiten der Landschaftsverbände ernannt. Mit der Bildung des neuen Kabinetts schied er am 27. Juli 1954 aus dem Amt.

## Ehrungen
- Großes Bundesverdienstkreuz mit Stern, 1956